# RKBラジオ
RKBラジオ（アールケービーラジオ）は、RKB毎日放送が運営しているAMラジオ事業部門の呼称である。JRNシングルネット局。キャッチフレーズは「聴いててよかった。」

## 基本データ

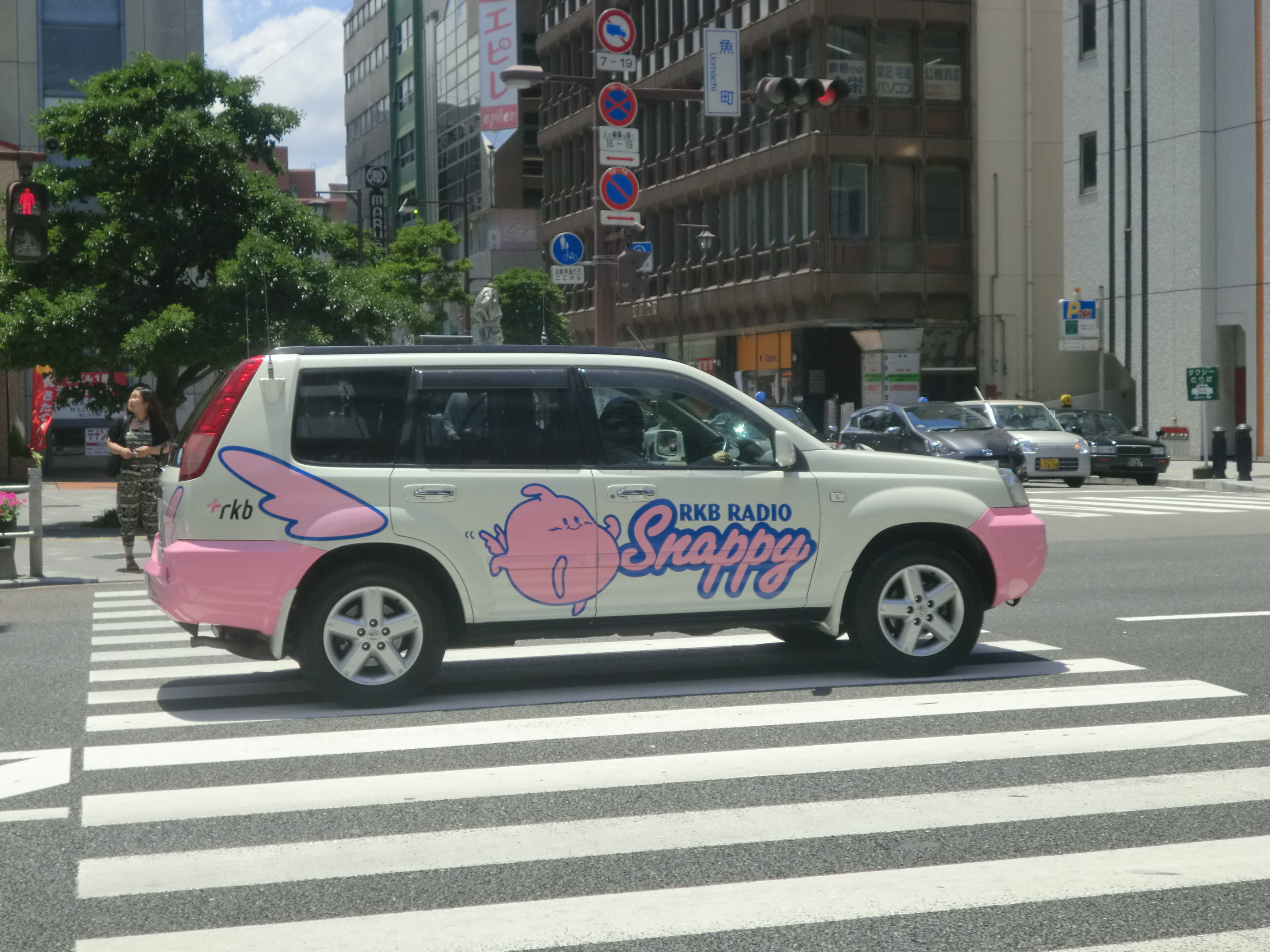
RKBラジオの中継車・スナッピー

24時間放送を実施。月曜（日曜深夜）2:00 - 5:00休止。5:00に放送開始。
MBSラジオと資本関係にある（毎日放送の持株会社・MBSメディアホールディングスは、RKBの持株会社・RKB毎日ホールディングスの筆頭株主）。この為RKBラジオ制作のJRN全国ネット番組は関西地区ではMBSラジオ経由で放送される場合が殆どだが、野球中継についてはRKBラジオ制作の中継カードが（同じ毎日新聞系列の）MBSラジオ経由で放送されるのは月・金（2010年（平成22年）からは土・日のナイターも含む）のみで、その他曜日は朝日放送ラジオ（ABCラジオ）経由で放送されている。
また、JRN単独加盟局であるが、JRN単独加盟の他の地方局（CBCラジオ・琉球放送）と同様に、NRN制作の番組も一部放送される。このため、TBSラジオが野球中継の全国配信から撤退した2018年以降、埼玉西武ライオンズおよび千葉ロッテマリーンズ主催により関東圏で行われる福岡ソフトバンクホークス戦の制作をNRNキー局のニッポン放送および文化放送に委託している。
生放送番組はRKB放送会館1階のスタジオ・キャンピングカーのナッツ百道浜スタジオを使用することが多いが、2017年（平成29年）4月より天神地区のきらめき通りにサテライトスタジオ・三洋ペイント天神きらめき通りスタジオを開設し、一部番組をここから放送している。
AMステレオ放送は福岡本局のみ1992年（平成4年）4月1日 - 2010年（平成22年）5月30日に実施。翌5月31日より従前のモノラル放送に戻ったため、九州地方の最後のAMステレオ放送実施局だった。
ラジオカーの愛称はスナッピー。1975年（昭和50年）にスタートしたもので、長年にわたる福岡・博多の文化への貢献が認められ2017年（平成29年）に博多町人文化勲章を受章した。
イメージソングは宇佐元恭一の『そこにあるRADIO』。毎年秋に開催されるイベント「RKBラジオまつり」では、出演者全員でこの曲を合唱するのが定番になっている。2016年（平成28年）の「ラジオまつり」において宇佐元および主要番組のパーソナリティーによって歌唱された当楽曲のCDが発売された。
2011年（平成23年）4月22日よりradikoの試験放送を開始（福岡県内のみ）、10月24日本実施に移行。radikoプレミアム配信対象。2021年（令和3年）12月6日に配信エリアを佐賀県に拡大。
2016年（平成28年）3月28日 13:00に、FM補完中継局（ワイドFM）の本放送開始。このFM開局を記念し、KBCラジオと共同制作で『熱ラジ!』が2局同時生放送された。
2016年（平成28年）9月2日、福岡・佐賀・長崎の北部九州および山口各県のコミュニティーFM計11局と災害時に情報を相互に融通する連絡網となる「北部九州・山口災害情報パートナーシップ」を締結し、同日よりスタート。なお各社は災害時、RKBラジオがまとめた災害の総合的な情報と、各FM局が現地の被害状況を伝える生の声を補完し合うこととしている。
将来的には、2028年秋までにFM局への転換を目指すとしており、AM停波実証実験として、2024年2月5日より2025年1月31日まで行橋のAM送信所を停波する。

## 送信所及び中継局
| AM放送 | AM放送      | AM放送  | AM放送     | AM放送                                                    |
| 親局   | 呼出符号    | 周波数  | 空中線電力 | 備考                                                      |
| ------ | ----------- | ------- | ---------- | --------------------------------------------------------- |
| 福岡   | JOFR        | 1278kHz | 50kW       |                                                           |
| 中継局 | 呼出符号    | 周波数  | 空中線電力 | 備考                                                      |
| 北九州 | JOFO        | 1197kHz | 1kW        | 2013年8月から、敷地内に太陽光パネルを設置し、稼働を開始。 |
| 大牟田 | JOFE        | 1062kHz | 100W       |                                                           |
| FM放送 |             |         |            |                                                           |
| 中継局 | 呼出名称    | 周波数  | 空中線電力 | 備考                                                      |
| 福岡   | RKB福岡FM   | 91.0MHz | 1kW        |                                                           |
| 北九州 | RKB北九州FM | 91.5MHz | 250W       |                                                           |
| 行橋   | RKB行橋FM   | 94.8MHz | 30W        | 運用休止中のAM局の代替聴取手段                            |
| 糸島   | RKB糸島FM   | 94.6MHz | 100W       | 開局当初からFM単独設置                                    |

### 運用休止
| AM放送 | AM放送   | AM放送  | AM放送     | AM放送 |
| 中継局 | 呼出符号 | 周波数  | 空中線電力 | 備考 |
| ------ | -------- | ------- | ---------- | --- |
| 行橋   | ‐        | 1062kHz | 100W       | 2013年8月から、敷地内に太陽光パネルを設置し、稼働を開始。 2024年2月5日から2025年1月31日までAM停波実証実験として停波 |

## 時報
かつて文化放送などとともにスジャータの時報CMが放送されていた局の1つ。2013年（平成25年）1月1日（元日）からサークルKサンクスに切り替わった。2014年（平成26年）4月1日からは曜日ごとにスポンサーがつく形になっているが、スポンサーがない曜日は独自のジングルが使用されている。午前5時前から曜日のスポンサーが変わる様になっている。時報音は独特のメロディになっていて、正時のタイミングでそれに被せるように「ポーン」（ロ高音）という音が出る。

## 現在放送中の番組
- 2025年6月時点[20]
- □は天神きらめき通りサテライトスタジオから放送。
- 自社制作番組は太字。

### 随時放送
- RKB50ニュース・RKBラジオニュース（詳細は当該項目を参照）
- 天気予報
- 交通情報
  - 各ワイド番組内で放送。

### 平日
| 時                                                                          | 月曜日                                                                             | 火曜日                                                                             | 水曜日                                                                             | 木曜日                                                                         | 金曜日 |
| --------------------------------------------------------------------------- | ---------------------------------------------------------------------------------- | ---------------------------------------------------------------------------------- | ---------------------------------------------------------------------------------- | ------------------------------------------------------------------------------ | --- |
| 5                                                                           | 5:00 タクジと歩く25分。                                                            | 5:00 モーニングSP                                                                  | 5:00 モーニングSP                                                                  | 5:00 モーニングSP                                                              | 5:00 モーニングSP |
| 5                                                                           | 5:00 タクジと歩く25分。                                                            | 5:15 ｅ!マルシェ                                                                   |                                                                                    |                                                                                | |
| 5                                                                           | 5:25 心のともしび                                                                  |                                                                                    |                                                                                    |                                                                                | |
| 5                                                                           | 5:30 Brand-New Morning（TBSラジオ）                                                |                                                                                    |                                                                                    |                                                                                | |
| 6                                                                           |                                                                                    |                                                                                    |                                                                                    |                                                                                | |
| 6:30 田畑竜介 Grooooow Up ▽8:00 話題のアンテナ 日本全国8時です（TBSラジオ） | 6:30 田畑竜介 Grooooow Up ▽8:00 話題のアンテナ 日本全国8時です（TBSラジオ）        | 6:30 田畑竜介 Grooooow Up ▽8:00 話題のアンテナ 日本全国8時です（TBSラジオ）        | 6:30 田畑竜介 Grooooow Up ▽8:00 話題のアンテナ 日本全国8時です（TBSラジオ）        | 6:30 立川生志 金サイト ▽8:00 話題のアンテナ 日本全国8時です（TBSラジオ）       | |
| 6:30 田畑竜介 Grooooow Up ▽8:00 話題のアンテナ 日本全国8時です（TBSラジオ） | 6:30 田畑竜介 Grooooow Up ▽8:00 話題のアンテナ 日本全国8時です（TBSラジオ）        | 6:30 田畑竜介 Grooooow Up ▽8:00 話題のアンテナ 日本全国8時です（TBSラジオ）        | 6:30 田畑竜介 Grooooow Up ▽8:00 話題のアンテナ 日本全国8時です（TBSラジオ）        | 6:30 立川生志 金サイト ▽8:00 話題のアンテナ 日本全国8時です（TBSラジオ）       | 7 |
| 6:30 田畑竜介 Grooooow Up ▽8:00 話題のアンテナ 日本全国8時です（TBSラジオ） | 6:30 田畑竜介 Grooooow Up ▽8:00 話題のアンテナ 日本全国8時です（TBSラジオ）        | 6:30 田畑竜介 Grooooow Up ▽8:00 話題のアンテナ 日本全国8時です（TBSラジオ）        | 6:30 田畑竜介 Grooooow Up ▽8:00 話題のアンテナ 日本全国8時です（TBSラジオ）        | 6:30 立川生志 金サイト ▽8:00 話題のアンテナ 日本全国8時です（TBSラジオ）       | 8 |
| 9                                                                           | 9:00 Toi toi toi ▽10:30 連続ラジオドラマ 家族びより〜シアワセの高取家〜            | 9:00 Toi toi toi ▽10:30 連続ラジオドラマ 家族びより〜シアワセの高取家〜            | 9:00 Toi toi toi ▽10:30 連続ラジオドラマ 家族びより〜シアワセの高取家〜            | 9:00 Toi toi toi ▽10:30 連続ラジオドラマ 家族びより〜シアワセの高取家〜        | |
| 10                                                                          | 9:00 Toi toi toi ▽10:30 連続ラジオドラマ 家族びより〜シアワセの高取家〜            | 9:00 Toi toi toi ▽10:30 連続ラジオドラマ 家族びより〜シアワセの高取家〜            | 9:00 Toi toi toi ▽10:30 連続ラジオドラマ 家族びより〜シアワセの高取家〜            | 9:00 Toi toi toi ▽10:30 連続ラジオドラマ 家族びより〜シアワセの高取家〜        | 10:00 Weekend Live あんたっちゃぶる ▽10:30 連続ラジオドラマ 家族びより〜シアワセの高取家〜 ▽13:32 朗読のヒロバ（TBSラジオ）                     |
| 11                                                                          | 9:00 Toi toi toi ▽10:30 連続ラジオドラマ 家族びより〜シアワセの高取家〜            | 9:00 Toi toi toi ▽10:30 連続ラジオドラマ 家族びより〜シアワセの高取家〜            | 9:00 Toi toi toi ▽10:30 連続ラジオドラマ 家族びより〜シアワセの高取家〜            | 9:00 Toi toi toi ▽10:30 連続ラジオドラマ 家族びより〜シアワセの高取家〜        | 10:00 Weekend Live あんたっちゃぶる ▽10:30 連続ラジオドラマ 家族びより〜シアワセの高取家〜 ▽13:32 朗読のヒロバ（TBSラジオ）                     |
| 12                                                                          | 9:00 Toi toi toi ▽10:30 連続ラジオドラマ 家族びより〜シアワセの高取家〜            | 9:00 Toi toi toi ▽10:30 連続ラジオドラマ 家族びより〜シアワセの高取家〜            | 9:00 Toi toi toi ▽10:30 連続ラジオドラマ 家族びより〜シアワセの高取家〜            | 9:00 Toi toi toi ▽10:30 連続ラジオドラマ 家族びより〜シアワセの高取家〜        | 10:00 Weekend Live あんたっちゃぶる ▽10:30 連続ラジオドラマ 家族びより〜シアワセの高取家〜 ▽13:32 朗読のヒロバ（TBSラジオ）                     |
| 13                                                                          | 13:00 ＃さえのわっふる ▽15:30 河村通夫の大自然まるかじりライフ（マール）           | 13:00 ＃さえのわっふる ▽15:30 河村通夫の大自然まるかじりライフ（マール）           | 13:00 ＃さえのわっふる ▽15:30 河村通夫の大自然まるかじりライフ（マール）           | 13:00 ＃さえのわっふる ▽15:30 河村通夫の大自然まるかじりライフ（マール）       | 10:00 Weekend Live あんたっちゃぶる ▽10:30 連続ラジオドラマ 家族びより〜シアワセの高取家〜 ▽13:32 朗読のヒロバ（TBSラジオ）                     |
| 14                                                                          | 13:00 ＃さえのわっふる ▽15:30 河村通夫の大自然まるかじりライフ（マール）           | 13:00 ＃さえのわっふる ▽15:30 河村通夫の大自然まるかじりライフ（マール）           | 13:00 ＃さえのわっふる ▽15:30 河村通夫の大自然まるかじりライフ（マール）           | 13:00 ＃さえのわっふる ▽15:30 河村通夫の大自然まるかじりライフ（マール）       | 14:00 仲谷一志・下田文代のよなおし堂 ▽15:30 河村通夫の大自然まるかじりライフ（マール） ▽17:30 ネットワーク・トゥディ（TBSラジオの企画ネット版） |
| 15                                                                          | 13:00 ＃さえのわっふる ▽15:30 河村通夫の大自然まるかじりライフ（マール）           | 13:00 ＃さえのわっふる ▽15:30 河村通夫の大自然まるかじりライフ（マール）           | 13:00 ＃さえのわっふる ▽15:30 河村通夫の大自然まるかじりライフ（マール）           | 13:00 ＃さえのわっふる ▽15:30 河村通夫の大自然まるかじりライフ（マール）       | 14:00 仲谷一志・下田文代のよなおし堂 ▽15:30 河村通夫の大自然まるかじりライフ（マール） ▽17:30 ネットワーク・トゥディ（TBSラジオの企画ネット版） |
| 16                                                                          | 13:00 ＃さえのわっふる ▽15:30 河村通夫の大自然まるかじりライフ（マール）           | 13:00 ＃さえのわっふる ▽15:30 河村通夫の大自然まるかじりライフ（マール）           | 13:00 ＃さえのわっふる ▽15:30 河村通夫の大自然まるかじりライフ（マール）           | 13:00 ＃さえのわっふる ▽15:30 河村通夫の大自然まるかじりライフ（マール）       | 14:00 仲谷一志・下田文代のよなおし堂 ▽15:30 河村通夫の大自然まるかじりライフ（マール） ▽17:30 ネットワーク・トゥディ（TBSラジオの企画ネット版） |
| 17                                                                          | 17:00 下田文代リーダーズストーリー                                                 | 17:00 ホークスイニング0 ▽17:30 ネットワークトゥデイ（TBSラジオの企画ネット版）     | 17:00 ホークスイニング0 ▽17:30 ネットワークトゥデイ（TBSラジオの企画ネット版）     | 17:00 ホークスイニング0 ▽17:30 ネットワークトゥデイ（TBSラジオの企画ネット版） | 14:00 仲谷一志・下田文代のよなおし堂 ▽15:30 河村通夫の大自然まるかじりライフ（マール） ▽17:30 ネットワーク・トゥディ（TBSラジオの企画ネット版） |
| 17                                                                          | 17:10 今旬!いいもの百貨店                                                          | 17:00 ホークスイニング0 ▽17:30 ネットワークトゥデイ（TBSラジオの企画ネット版）     | 17:00 ホークスイニング0 ▽17:30 ネットワークトゥデイ（TBSラジオの企画ネット版）     | 17:00 ホークスイニング0 ▽17:30 ネットワークトゥデイ（TBSラジオの企画ネット版） | |
| 17                                                                          | 17:25 交通情報                                                                     | 17:00 ホークスイニング0 ▽17:30 ネットワークトゥデイ（TBSラジオの企画ネット版）     | 17:00 ホークスイニング0 ▽17:30 ネットワークトゥデイ（TBSラジオの企画ネット版）     | 17:00 ホークスイニング0 ▽17:30 ネットワークトゥデイ（TBSラジオの企画ネット版） | |
| 17                                                                          | 17:30 二丁目お茶の間劇場 ▽17:35 ネットワークトゥデイ（TBSラジオの企画ネット版）    | 17:00 ホークスイニング0 ▽17:30 ネットワークトゥデイ（TBSラジオの企画ネット版）     | 17:00 ホークスイニング0 ▽17:30 ネットワークトゥデイ（TBSラジオの企画ネット版）     | 17:00 ホークスイニング0 ▽17:30 ネットワークトゥデイ（TBSラジオの企画ネット版） | |
| 17                                                                          | 17:48 RKBエキサイトホークス                                                        |                                                                                    |                                                                                    |                                                                                | |
| 18                                                                          |                                                                                    |                                                                                    |                                                                                    |                                                                                | |
| 19                                                                          |                                                                                    |                                                                                    |                                                                                    |                                                                                | |
| 20                                                                          | 20:00 白岳KAORU研究所                                                              |                                                                                    |                                                                                    |                                                                                | |
| 20                                                                          | 20:15 カレー探偵たける                                                             |                                                                                    |                                                                                    |                                                                                | |
| 20                                                                          | 20:30 グレープのもう魔酔わない（東海ラジオ放送）                                   |                                                                                    |                                                                                    |                                                                                | |
| 21                                                                          | 21:00 カリメン ▽21:30 （火）カラフルハイスクール 本音で語ろう! ▽22:05 （火）てんご | 21:00 カリメン ▽21:30 （火）カラフルハイスクール 本音で語ろう! ▽22:05 （火）てんご | 21:00 カリメン ▽21:30 （火）カラフルハイスクール 本音で語ろう! ▽22:05 （火）てんご | 21:00 ＃キューパレ 服部さやかのシュンすぎ                                      | |
| 21                                                                          | 21:00 カリメン ▽21:30 （火）カラフルハイスクール 本音で語ろう! ▽22:05 （火）てんご | 21:00 カリメン ▽21:30 （火）カラフルハイスクール 本音で語ろう! ▽22:05 （火）てんご | 21:00 カリメン ▽21:30 （火）カラフルハイスクール 本音で語ろう! ▽22:05 （火）てんご | 21:00 ＃キューパレ 服部さやかのシュンすぎ                                      | 21:30 東山彰良 イッツ・オンリー・ロックンロール                                                                                                 |
| 22                                                                          | 21:00 カリメン ▽21:30 （火）カラフルハイスクール 本音で語ろう! ▽22:05 （火）てんご | 21:00 カリメン ▽21:30 （火）カラフルハイスクール 本音で語ろう! ▽22:05 （火）てんご | 21:00 カリメン ▽21:30 （火）カラフルハイスクール 本音で語ろう! ▽22:05 （火）てんご | 21:00 ＃キューパレ 服部さやかのシュンすぎ                                      | 22:00 エバーブループレゼンツ ビールとクワダテ                                                                                                   |
| 22                                                                          | 21:00 カリメン ▽21:30 （火）カラフルハイスクール 本音で語ろう! ▽22:05 （火）てんご | 21:00 カリメン ▽21:30 （火）カラフルハイスクール 本音で語ろう! ▽22:05 （火）てんご | 21:00 カリメン ▽21:30 （火）カラフルハイスクール 本音で語ろう! ▽22:05 （火）てんご | 21:00 ＃キューパレ 服部さやかのシュンすぎ                                      | 22:45 まきの部屋 |
| 23                                                                          | 23:00 Sky presents 中村七之助のラジのすけ（朝日放送ラジオ）                        | 23:00 光ママ親子のはよ寝らんかラジオ                                               | 23:00 ちょんまげラーメンのラジオラーメン                                           | 21:00 ＃キューパレ 服部さやかのシュンすぎ                                      | 23:00 太宰のあぶないトゥナイトR |
| 23                                                                          | 23:30 GIRLS☆PUNCH                                                                  |                                                                                    |                                                                                    |                                                                                | |
| 23                                                                          | ばってん少女隊のばってんラジオたいっ!                                              | HKT48のももち浜ラジオ局                                                            | 今夜もあなたにLinQリック!                                                          | つばきファクトリーの「今夜だけ浮かレディオ」                                   | FRUITS ZIPPER月足天音「あまねきのねぇ、聞いて」（?）                                                                                            |
| 0                                                                           | 0:00 レコメン!（文化放送）                                                         | 0:00 レコメン!（文化放送）                                                         | 0:00 レコメン!（文化放送）                                                         | 0:00 レコメン!（文化放送）                                                     | 0:00 嵐・相葉雅紀のレコメン!アラシリミックス （文化放送）                                                                                       |
| 1                                                                           | 1:00 JUNK（TBSラジオ）                                                             | 1:00 JUNK（TBSラジオ）                                                             | 1:00 JUNK（TBSラジオ）                                                             | 1:00 JUNK（TBSラジオ）                                                         | 1:00 JUNK（TBSラジオ） |
| 2                                                                           | 伊集院光 深夜の馬鹿力                                                              | 爆笑問題カーボーイ                                                                 | 山里亮太の不毛な議論                                                               | おぎやはぎのメガネびいき                                                       | バナナマンのバナナムーンGOLD |
| 3                                                                           | 00 CITY CHILL CLUB（TBSラジオ）                                                    | 00 CITY CHILL CLUB（TBSラジオ）                                                    | 00 CITY CHILL CLUB（TBSラジオ）                                                    | 00 CITY CHILL CLUB（TBSラジオ）                                                | 00 CITY CHILL CLUB（TBSラジオ） |
| 4                                                                           | 00 CITY CHILL CLUB（TBSラジオ）                                                    | 00 CITY CHILL CLUB（TBSラジオ）                                                    | 00 CITY CHILL CLUB（TBSラジオ）                                                    | 00 CITY CHILL CLUB（TBSラジオ）                                                | 00 CITY CHILL CLUB（TBSラジオ） |

### 週末
| 時 | 土曜日                                                                 | 日曜日 |
| -- | ---------------------------------------------------------------------- | --- |
| 5  | 5:00 Buy Now                                                           | 5:00 小倉・IMALUの○○玉手箱 |
| 5  | 5:15 おしゃべり本棚                                                    | 5:15 亀渕昭信のお宝POPS（火曜会）                                                                                               |
| 5  | 5:30 健やかインフォメーション                                          | 5:30 1万年堂出版の時間 |
| 5  | 5:45 旬!SHUN!ピックアップ                                              | 5:45 Buy Now |
| 6  | 6:00 土曜朝6時 木梨の会。（TBSラジオ）                                 | 6:00 心のともしび |
| 6  | 6:00 土曜朝6時 木梨の会。（TBSラジオ）                                 | 6:05 山口玲香のDOOG MORNING |
| 6  | 6:00 土曜朝6時 木梨の会。（TBSラジオ）                                 | 6:20 解決!知っ得プレミアム |
| 6  | 6:00 土曜朝6時 木梨の会。（TBSラジオ）                                 | 6:35 録音風物誌（火曜会） |
| 6  | 6:00 土曜朝6時 木梨の会。（TBSラジオ）                                 | 6:45 小倉・IMALUの○○玉手箱 |
| 7  | 7:00 タケちゃんケンちゃんセキラ♪ラ♪ラ♪ジオ                             | 7:00 こども音楽コンクール |
| 7  | 7:00 タケちゃんケンちゃんセキラ♪ラ♪ラ♪ジオ                             | 7:15 わくわくお届け便 |
| 7  | 7:30 攝津正のつりごはん                                                | 7:30 山内惠介の歌の道標 |
| 7  | 7:30 攝津正のつりごはん                                                | 7:45 イトーとスドーのモノ申し隊!                                                                                                |
| 8  | 8:00 電リクじゃんけん ▽8:25 Dr.南雲のビックリ健康ラボ                  | 8:00 ONE-J（TBSラジオ） |
| 9  | 8:00 電リクじゃんけん ▽8:25 Dr.南雲のビックリ健康ラボ                  | 8:00 ONE-J（TBSラジオ） |
| 10 | 8:00 電リクじゃんけん ▽8:25 Dr.南雲のビックリ健康ラボ                  | 10:00 健やかインフォメーション                                                                                                  |
| 10 | 8:00 電リクじゃんけん ▽8:25 Dr.南雲のビックリ健康ラボ                  | 10:15 サンデー・チェンジメーカーズ                                                                                              |
| 10 | 8:00 電リクじゃんけん ▽8:25 Dr.南雲のビックリ健康ラボ                  | 10:25 旬!SHUN!ピックアップ |
| 10 | 8:00 電リクじゃんけん ▽8:25 Dr.南雲のビックリ健康ラボ                  | 10:40 交通情報・天気予報 |
| 10 | 8:00 電リクじゃんけん ▽8:25 Dr.南雲のビックリ健康ラボ                  | 10:45 イマドキショッピング |
| 11 | 8:00 電リクじゃんけん ▽8:25 Dr.南雲のビックリ健康ラボ                  | 11:00 ゴリけんぐるぐるマップ |
| 11 | 8:00 電リクじゃんけん ▽8:25 Dr.南雲のビックリ健康ラボ                  | 11:30 ～ココロもカラダもHappyに～わかさ生活ラジオ（KBS京都）                                                                    |
| 12 | 8:00 電リクじゃんけん ▽8:25 Dr.南雲のビックリ健康ラボ                  | 12:00 Nisshoプレゼンツ 渡部絵美の住まいるハウス（TBSラジオ）                                                                    |
| 12 | 12:30 華結び                                                           | 12:30 サンデーウォッチR |
| 12 | 12:30 華結び                                                           | 12:50 RKBラジオニュース・天気予報                                                                                               |
| 12 | 12:30 華結び                                                           | 12:55 RKBエキサイトホークス |
| 13 | 13:00 サンドウィッチマン ザ・ラジオショーサタデー（ニッポン放送）      | |
| 13 | 13:55 RKBエキサイトホークス                                            | |
| 14 |                                                                        | |
| 15 | 15:00 GOGO競馬サタデー!（ラジオ関西）                                  | 15:00 GOGO競馬サンデー!（MBSラジオ）                                                                                            |
| 16 | 16:00 RKBエキサイトホークス                                            | 16:00 RKBエキサイトホークス 中継終了後コウズマユウタ Sunday Cruisin'                                                            |
| 17 | 17:00 RKBラジオニュース・天気予報                                      | 16:00 RKBエキサイトホークス 中継終了後コウズマユウタ Sunday Cruisin'                                                            |
| 17 | 17:05 林田スマのおかあさんにバンザイ                                   | 16:00 RKBエキサイトホークス 中継終了後コウズマユウタ Sunday Cruisin'                                                            |
| 17 | 17:20 ローカる!                                                        | 16:00 RKBエキサイトホークス 中継終了後コウズマユウタ Sunday Cruisin'                                                            |
| 17 | 17:35 みち子先生のニコニコ通信（南日本放送）                           | 17:35 今旬!いいもの百貨店 |
| 17 | 17:45 ウィークエンドネットワーク（TBSラジオ）                          | 17:35 今旬!いいもの百貨店 |
| 17 | 17:50 Got Many Tunes                                                   | 17:50 RKB50ニュース・天気予報・交通情報                                                                                         |
| 18 | 17:50 Got Many Tunes                                                   | 18:00 イトーとスドーのモノ申し隊!                                                                                               |
| 18 | 17:50 Got Many Tunes                                                   | 18:15 財津和夫 虹の向こう側 |
| 18 | 17:50 Got Many Tunes                                                   | 18:30 梅谷心愛 こころでよかろうもん                                                                                             |
| 19 | 17:50 Got Many Tunes                                                   | 19:00 今晩は 吉永小百合です（TBSラジオ）                                                                                        |
| 19 | 17:50 Got Many Tunes                                                   | 19:30 スマスマ E-KIDS |
| 19 | 17:50 Got Many Tunes                                                   | 19:45 もっと気軽に世界人 |
| 20 | 17:50 Got Many Tunes                                                   | 20:00 林田スマのサンデースイートショップ                                                                                        |
| 21 | 21:00 Podcast Lab. Fukuoka                                             | 21:00 なかざわけんじとすみママの想い出がいっぱい（RKKラジオ）                                                                   |
| 21 | 21:30 八神純子 Music Town（かしわプロダクション）                      | 21:00 なかざわけんじとすみママの想い出がいっぱい（RKKラジオ）                                                                   |
| 21 | 21:45 坂本愛玲菜のオケハザマってなんですか？リターンズ                 | 21:00 なかざわけんじとすみママの想い出がいっぱい（RKKラジオ）                                                                   |
| 22 | 22:00 福山雅治と荘口彰久の「地底人ラジオ」（渋谷のラジオ）             | 22:00 松村邦洋のOH-!邦自慢（山口放送）                                                                                          |
| 22 | 22:00 福山雅治と荘口彰久の「地底人ラジオ」（渋谷のラジオ）             | 22:30 MUSIC BAR MIRAI亭（東北放送）                                                                                             |
| 23 | 22:00 福山雅治と荘口彰久の「地底人ラジオ」（渋谷のラジオ）             | 23:00 耳からウロコナイト |
| 23 | 23:30 SixTONESのオールナイトニッポンサタデースペシャル（ニッポン放送） | 23:30 Sky presents こちらQuizKnock放送部（朝日放送ラジオ）                                                                      |
| 0  | 23:30 SixTONESのオールナイトニッポンサタデースペシャル（ニッポン放送） | 0:00 日曜 mo R。〜明るいラ族計画〜                                                                                              |
| 0  | 23:30 SixTONESのオールナイトニッポンサタデースペシャル（ニッポン放送） | 0:30 ラジ+ナイト （第1・3週）舞鶴よかとの「ここが!福岡!よかろうもん!?」 （第2・4・5週）ミス・ハンターのいただいてもいいかしら？ |
| 1  | 1:00 もちこみっ!SP                                                     | 1:00 中村圭太のラジオ風 |
| 1  | 1:00 もちこみっ!SP                                                     | 1:15 ダレカトタナカトタジリト                                                                                                   |
| 1  | 1:30 ほめ×ほめナイト                                                   | 1:30 さらば青春の光がTaダ、Baカ、Saワギ（TBSラジオ）                                                                            |
| 2  | 2:00 シティポップ・ナイト                                              | （2:00 - 5:00 放送休止） |
| 2  | 2:30 Snow Manの素のまんま（文化放送）                                  | （2:00 - 5:00 放送休止） |
| 3  | 3:00 オトナのJAZZ TIME（ラジオ日本）                                   | （2:00 - 5:00 放送休止） |
| 4  | 4:00 まきの部屋（再放送）                                              | （2:00 - 5:00 放送休止） |
| 4  | 4:15 オーディオのじかん                                                | （2:00 - 5:00 放送休止） |
| 4  | 4:30 デモテープ〜福岡音楽時代〜                                        | （2:00 - 5:00 放送休止） |
| 4  | 4:45 旅ラジ 出発進行!                                                  | （2:00 - 5:00 放送休止） |

### 特別番組・不定期番組
| 番組名                       | 放送時間          | 備考 |
| ---------------------------- | ----------------- | --- |
| RKBラジオ ホリデースペシャル | 祝日 6:30 - 16:30 | 時間はあくまで目安で、概ねこの枠内にて放送される。 |
| プロ野球三都物語             | -                 | 毎年3月第2土曜日、プロ野球公式戦開幕直前に放送される特別番組。2011年は返上。 RKBラジオとHBCラジオ、東北放送とが毎年持ち回りで制作。                                                                 |
| 聴いて得するラジオマガジン   |                   | 7月と12月に、RKBラジオをキーステーションにJRN系九州沖縄山口8局ブロックネットで放送 （12月放送分については『ヒット!ヒット!○○（年号）』という題名になる）。                                           |
| RKBエキサイトホークス        |                   | 土曜日、祝日デーゲーム・月曜ナイター開催日は試合後、『ホークス花の応援団』を放送。 （平日・日曜日の試合後は基本定時番組を放送。）                                                                   |
| BOAT RACEライブ              | （不定期）        | 『RKBエキサイトホークス』と重ならない範囲でネット（重なる可能性がある場合はLOVE FMへ振替）。 ※若松・芦屋・福岡・唐津のいずれかで開催の場合、ネットの有無に関係なくRKBからもパーソナリティーを派遣。 |
| ニューイヤー駅伝             |                   | （TBSラジオ制作 毎年1月1日 9:00 - 14:30） |
| 天皇盃 全国男子駅伝実況中継  |                   | （中国放送より毎年1月第3日曜 12:15にネット） |
| 山野秀子のちいさなパティオ   |                   | （中国放送制作 毎年正月、新春スペシャルとしてRKBも含め全国ネットで放送） |
| ＃キューパレ                 | 10月 - 3月        | 2022年度以降、シーズンにより放送時間が異なる |

その他、日曜の放送休止時間帯でも国政選挙あるいは福岡や佐賀に台風接近ないし集中豪雨警戒時はクラシックを中心とした音楽を終夜流しながら情報を挟むか、同じ終夜放送であってもパーソナリティや情報キャスター（アナウンサー・気象予報士・報道部員）をあてがって音楽を挟み込みながらの報道特別番組を編成することもある。

## トラブル
- 2018年6月18日、福岡ラジオ放送所にトラブルが発生し、午前9時35分ごろからラジオ放送が停波する事態となった（AM1278kHzのみ。ワイドFM・radiko等では聴取可能）。同日午後5時25分ごろに完全復旧[21]。

## パーソナリティ
※太字はRKB毎日放送アナウンサー。
あ行
- あかおかずのり
- 赤塚亮太朗
- 秋山美穂
- 安達ひでや
- 穴井千尋
- あべやすみ
- 新木こころ
- 新木さくら
- 安藤豊
- 井口謙
- 池尻和佳子
- 池田親興
- 石橋楓（HKT48）
- 石上正憲
- 伊藤優絵瑠（HKT48）
- 井上サトル
- 井上りな
- インディアンス
- 上杉あずさ
- 上田知佳
- 上野敏子
- 植木哲也
- 植村友紀
- 宇佐元恭一
- 内村麻美
- EIJI
- 英太郎
- HKT48
- 江藤晴美
- 王理恵
- 多田愛佳
- 大塚ムネト
- 大野香澄
- 大野尚
- 大庭宗一
- 岡部はち郎
- 鬼橋美智子
- おほしんたろう

か行
- 海月らな
- kaede
- 加来耕三
- 加隈亜衣
- 加藤淳也
- 角野友紀
- 茅野正昌
- 茅原あいり
- 川内信江
- 川上政行
- 神戸金史
- 神田蘭
- 岸真弓
- 岸川勝也
- 北村尚志
- 木村まこ
- 國本満里菜
- 久米ゆき
- 栗田善成
- 栗原紗英（HKT48）
- ケン坊田中
- 古賀和子
- 兒玉遥
- 小林まゆ
- 小山正代
- ゴリけん
- コンバット満

さ行
- 坂口卓司
- 坂田周大
- 崎野萌
- 櫻井浩二
- 佐々木謙介
- 佐田玲子
- 佐藤巧
- 地頭江音々
- 志良ふう子
- シソンヌ
- しゃかりき(光ママ・ヒロ)
- 島田誠
- 下地敏雄
- 下田文代
- 壽老麻衣
- しらいえこ
- 鈴木愛理
- 清木場恭子
- 攝津正

た行
- 高田課長
- 髙橋早紀
- 高橋巨典
- 高原知子
- 滝悦子
- 竹下明子
- 武田伊央
- 武田早絵
- 田尻敏明
- 鑪加奈
- 龍山康朗
- 立石俊樹
- 立川生志
- 田中友英
- 田中みずき
- 田中れいな
- 種﨑敦美
- 田野アサミ
- 田畑竜介
- 築城昌拓
- 辻満里奈
- 堤千春
- つばきファクトリー
- 土居祥平
- 藤清光
- 富永倫子
- 冨永ボンド
- 冨吉明日香
- TOM G

な行
- 九星隊
- 中井優里 [22]
- 中上真亜子
- 南雲吉則
- 中澤裕子
- 中島綾菜
- 中嶋順子
- 中島理恵
- 中島リカ
- 中洲次郎
- 永田祐香里
- 仲谷一志
- 中西一清
- 永松ケンシ
- 中村美由紀
- 中村基樹
- 中山優馬
- 中山理恵
- 西田たかのり
- 西村怜奈

は行
- 博多華丸・大吉
- 橋詰京美
- 橋本環奈
- 長谷川友子
- 長谷川法世
- ばってん少女隊
- 服部恭子
- 服部義夫
- はまだけんぢ
- 浜地やよい
- 浜端ヨウヘイ
- 林田スマ
- 葉山さつき
- HARU
- ヒーマン
- 東山彰良
- HUE
- 平田篤史
- 深町健二郎
- 福地高子
- 福山智美
- 渕上舞
- 古澤早希
- 古山和子
- 堀加寿美
- 本庄麻里子
- 本田礼生

ま行
- 舞鶴よかと
- 増田明美
- 町田隼人
- 松尾宗能
- 松岡はな
- 松室政哉
- 松村くるみ
- 南こうせつ
- ミニョンパトワ
- 宮﨑薫
- 宮本洋子
- 宮脇憲一
- 明光院昌子
- 三好ジェームス
- mille baisers
- 麦田陽子
- 村上幸子
- メガモッツ
- メタルラック
- 森ハヤシ
- 森田みいこ
- 門馬良

や行・ら行・わ行
- 安田瑞代
- 安田玲
- 梁瀬鈴雅（HKT48）
- 山内惠介
- 山内孝徳
- 山際千津枝
- 山口たかし
- 山口玲香
- 山崎銀之丞
- 山田としあき
- 山田麻莉奈
- 山本真理子
- 弓削聞平
- よゐこ
- 吉田宏
- 吉田類
- 吉留樹里
- 吉野綾
- 米岡誠一
- LoVendoЯ
- ラジ夫太郎
- レモンティー
- ロバート
- 鷲尾美紀
- 渡辺裕介